# István Móna
István Móna (ur. 17 września 1940, zm. 28 lipca 2010), węgierski pięcioboista nowoczesny. Złoty medalista olimpijski z Meksyku.
Zawody w 1968 były jego jedynymi igrzyskami olimpijskimi. Indywidualnie zajął siódme miejsce, wspólnie z kolegami triumfował w drużynie – partnerowali mu András Balczó i Ferenc Török. Również w drużynie czterokrotnie zdobywał złoto mistrzostw świata (1963, 1965, 1966, 1967). Był wielokrotnym medalistą mistrzostw Węgier, zarówno indywidualnie (srebro w 1963, 1966 i 1967), jak i w drużynie.